# Tonyrefail
Tonyrefail è un villaggio con status di community nel Galles, facente parte del distretto di contea di Rhondda Cynon Taf.